# Zdravko Miljak
Zdravko Miljak   (Vinkovci, 11 de setembre de 1950) fou un jugador d'handbol iugoslau d'origen croat, que va competir durant la dècada de 1970.
El 1972 va prendre part en els Jocs Olímpics de Múnic, on guanyà la medalla d'or en la competició d'handbol. Quatre anys més tard, als Jocs de Mont-real, fou cinquè en la competició d'handbol.